# Saint-Christophe-en-Bazelle
Saint-Christophe-en-Bazelle là một xã ở tỉnh Indre khu vực trung bộ Pháp. Xã này có diện tích 13,94 km², dân số thời điểm năm 1999 là 374 người. Khu vực này có độ cao trung bình 111 mét trên mực nước biển.